# Лейтенант Галівар Джоунз: його канікули
Лейтенант Галівар Джоунз: його канікули (англ. Lieut. Gullivar Jones: His Vacation) — науково-фентезійний роман англійського письменника Едвіна Лестера Арнольда. Опубліковано 1905 року в Лондоні лише одним виданням друкарнею S.C. Brown, Langham & Co. Сприяв розвитку жанру меча і планети. Видавництво Ace Books випустило роман в 1964 році під назвою «Марсіанський Гуллівер». 2003 року видавництво «Бізон Букс» видало під назвою «Гуллівар з Марса».

## Зміст
Головний герой — лейтенант Галлівар (Gullivar) Джонз, лейтенант армії США. Це своєрідна алюзія на ім'я іншого героя Гуллівера (Gulliver) та його подорожі.
Джонз випадково знаходить на вулиці чарівний килим. Нерозуміючи його здатності, Галлівар побажав опинитися «ну хоч на Марсі» — і килим, попередньо герметично упакувавши Джонза, негайно виконує його бажання.
На Марсі виявляє колись могутню стародавню цивілізацію, що гине внаслідок набігів варварів. Тут мешкає декілька рас, що пересуваються марсіанськими каналами. Автор детально описує марсіанський пейзаж та культуру.
Джонз закохується в місцеву принцесу Геру, вирушає в похід «Річкою Мертвих» до полюса Марса, а після повернення дізнається, що його кохана знаходиться в руках варварів. Після цього звільняє її і вирушає разом з нею до Нью-Йорку на чарівному килимі.

## Вплив
Вважається, що роман Арнольда вплинув на створення «Марсіанського циклу» Едгара Райса Барроуза.
У другому томі «Ліги видатних джентльменів» Алана Мура, основою сюжету якого стало вторгнення марсіан, Гуллівар Джонз фігурує як епізодичний персонаж нарівні з Джоном Картером.
Адаптація компанією Marvel Comics у коміксах «Галлівар Джоунз, воїн Марса» у «Істотах на свободі» № 16—21 (березень 1972 року — січень 1973 року). У ній герой є ветераном війни у В'єтнамі.
З'являється разом з молодим Едгаром Алланом По в романі Жана-Марка Лоффікера та Ренді Лоффікера 2007 року «Едгар Аллан По на Марсі: Подальші пригоди Галлівара Джоунза».